# Ixias venilia
Ixias venilia is een vlindersoort uit de familie van de Pieridae (witjes), onderfamilie Pierinae.
Ixias venilia werd in 1819 beschreven door Godart.